# Università dell'Egeo
L'Università dell'Egeo (in greco Πανεπιστήμιο Αιγαίου) è un ateneo policentrico con sede a Mitilene. È stata fondata nel 1984 ed è composta da cinque scuole.

## Organizzazione
Le cinque scuole che costituiscono l'Università dell'Egeo si trovano su cinque diverse isole dell'Egeo, ad eccezione di Syros tutte situate nell'Egeo orientale, in prossimità della costa turca. Sono organizzate come segue:
La Sede di Mitilene (Mitilene, Lesbo), comprende le seguenti scuole o facoltà: 
1. Facoltà di Scienze Sociali, divisa nei seguenti dipartimenti:
  - Dipartimento di Antropologia e Storia
  - Dipartimento di Geografia
  - Dipartimento di Sociologia
  - Dipartimento di Scienze della Tecnologia e Scienze della Comunicazione
2. Facoltà di Discipline Ambientali, divisa nei seguenti dipartimenti: 
  - Dipartimento di Scienze Ambientali
  - Dipartimento di Scienze Marine

La Sede di Chios (Chios), è costituita dalla facoltà di Economia, divisa in:
- Dipartimento di Economia Aziendale
- Dipartimento di Commercio e Trasporti
- Dipartimento di Economia e Finanza
- Dipartimento di Economia del Turismo

La Sede di Samo (Karlovasi, Samo), è costituita dalla facoltà di Discipline Scientifiche, divisa in:
- Dipartimento di Matematica
- Dipartimento di Ingegneria della Comunicazione
- Dipartimento di Statistica e Analisi matematico-finanziaria

La Sede di Rodi (Rodi), è costituita dalla facoltà di Discipline Umanistiche, divisa in:
- Dipartimento di Educazione Primaria
- Dipartimento di Educazione Infantile
- Dipartimento di Studi del Mediterraneo

La Sede di Syros (Ermoupoli, Syros) è costituita dal dipartimento di Design Industriale.

## Profilo accademico
Secondo una recente valutazione dell'Università da parte della European University Association, è stato riconosciuto che l'Università ha un "importante" risultato nella ricerca, ma è stato sottolineato che questa ricerca è spesso dettata dagli interessi specifici del personale accademico senza essere inserita in una più ampia e strutturata strategia di ricerca istituzionale. Inoltre, si è notato che nonostante la considerevole crescita, non è stato ancora completamente sviluppata un'"etica accademica istituzionale". È stata anche riscontrata la tendenza del personale accademico ad abbinare il proprio lavoro di didattica e ricerca ad altri impegni commissionati sul territorio greco. In effetti, è stato osservato che diversi docenti siano stati assenti per almeno la metà della settimana lavorativa.

## Associazioni studentesche
Da un gruppo di studenti del dipartimento di Design Industriale di Syros è partita nel 2002 l'idea di creare una comunità di studenti con il nome "myAegean" per creare un punto di incontro, anche on-line, per tutti gli studenti dell'Università dell'Egeo. Realizzato il progetto, myAegean costituisce oggi un insieme di diverse attività e proposte della comunità studentesca dell'ateneo.